# 兰多夫·莫里斯
兰多夫·阿尔伯特·莫里斯（英語：Randolph Albert Morris，1986年1月2日—）為美国前职业篮球运动员。

## 高中
在亚特兰大兰德马克基督高中（Landmark Christian HS）就读期间，莫里斯经常能够打出三双成绩在麦当劳全美高中联赛中，他取得了场均23.0分, 16.0个篮板和8.0次封盖，入选高中联赛全明星阵容。在当时Rivals.com网站的NBA选秀展望中，莫里斯高居中锋的第二位，总排名的第十位，此后他选择了先去大学打一年球，而不直接从高中跳级参加NBA选秀。莫里斯随后选择进入肯塔基大学打球与同级的乔·克劳福德和拉简·朗多并肩作战。

## 大学
在肯塔基大学打了一个学期后，莫里斯决定参加2005年NBA选秀，但是由于没能找到经纪人而被排除在选秀候选名单内。在大学一年级期间莫里斯场均得到8.8分和4.2个篮板，尽管他在肯塔基期间每场首发且表现上佳，但是依然没有展示出能进军NBA的实力，并且时常陷入犯规过多的麻烦中。
莫里斯在未能获得NBA选秀资格后，于2006年1月重返肯塔基大学篮球队，但是错过了NCAA2005-06赛季的上半程比赛，也未能帮助球队改变赛季低迷的表现。可喜的是，与一年级相比，莫里斯的个人数据有了长足的进步，他得到了场均13.3分和6个篮板。进入三年级后，莫里斯的数据成绩更上一层，取得了场均16.1分和7.8个篮板、2.1次封盖的优秀数据，入选了All-SEC区第一阵容。

## 职业生涯
2005年，莫里斯未能通过选秀进入NBA。同年7月，NBA集体谈判协议的签订使得莫里斯失去了未来参加NBA选秀的可能，但他可以以自由球员的身份在任何时间与球队签约。
2007年3月23日，莫里斯所在的肯塔基大学在NCAA锦标赛淘汰五天后，他以自由球员身份与纽约尼克斯队签订了一份两年160万美元的合约，正式进入职业球坛。莫里斯成为NBA历史上首位在一星期内完成从NCAA进入NBA的球员。当时肯塔基大学的主教练塔比·史密斯（Tubby Smith）转投明尼苏达大学，大学篮球队希望莫里斯能够留在球队中直到肯塔基大学找到一位新的主教练，但是莫里斯没等新主教练到位就与纽约尼克斯队签约离开。
2008年夏季，莫里斯参加了亚特兰大老鹰队的夏季联赛，随后在7月29日与老鹰队签订了一份两年170万美元的合约，加盟球队。
2010年10月，与亚特兰大老鹰队结束合约的莫里斯来到中国，参加了北京金隅首钢鸭队的试训，在洲际俱乐部冠军赛中表现抢眼，首场比赛就得到了33分22个篮板个4次封盖的惊人数据。10月8日，莫里斯正式加盟北京金隅鸭队，参加2010-11赛季的中国男子篮球职业联赛。莫里斯很快成为了球队的核心与第一得分手，帮助球队取得了六连胜，这也是北京队最近五个赛季以来最长的连胜纪录。2014年北京金隅队获得冠军，莫里斯获得总决赛MVP。
2017年7月21日，北京首钢簽下賈斯汀·漢密爾頓，而莫里斯與北京首钢還有一年合約，北京首钢與莫里斯討論解除合約。7月25日，总教练闵鹿蕾表示莫里斯會留在球隊陣中，與球隊一同訓練。
2018年1月31日，北京首钢宣布由於亞倫·傑克森受傷，向CBA申請更換外援，由莫里斯頂替，但莫里斯接受媒體採訪時表示膝蓋還在恢復當中，本賽季並不會替北京首钢出賽。莫里斯總計效力北京首钢七個賽季，場均表現為25.2分、10.1籃板、1.3阻攻。6月15日，广东华南虎宣布簽下莫里斯。10月3日，广东华南虎表示莫里斯在熱身賽時手骨折，需缺席六至八週比賽。10月8日，广东华南虎引進桑尼·威姆斯頂替莫里斯。12月5日，手骨折的莫里斯與广东华南虎的合約到期。
2019年3月24日，莫里斯與黎巴嫩球隊贝鲁特体育簽約。2019年12月莫里斯曾到北京紫禁勇士試訓，但未達球隊要求。

## NBA生涯统计

### 常规赛
| 賽季    | 球隊   | GP | GS | MPG  | FG%  | 3P% | FT%  | RPG | APG | SPG | BPG | PPG |
| ------- | ------ | -- | -- | ---- | ---- | --- | ---- | --- | --- | --- | --- | --- |
| 2006–07 | 尼克斯 | 5  | 0  | 8.8  | 16.7 | 0   | 33.3 | 1.8 | .2  | .4  | .2  | .8  |
| 2007–08 | 尼克斯 | 18 | 2  | 10.1 | 36.2 | 0   | 48.3 | 2.1 | .1  | .2  | .1  | 3.1 |
| 2008–09 | 老鹰   | 23 | 0  | 3.9  | 41.2 | 0   | 100  | .9  | .1  | .1  | .0  | .8  |
| 2009–10 | 老鹰   | 28 | 0  | 4.4  | 56.1 | 0   | 59.3 | 1.4 | .1  | .2  | .1  | 2.2 |
| 生涯    |        | 74 | 2  | 5.9  | 42.6 | 0   | 54.5 | 1.4 | .1  | .2  | .1  | 1.9 |

### 季后赛
| 賽季    | 球隊 | GP | GS | MPG | FG%  | 3P%  | FT%   | RPG | APG | SPG | BPG | PPG |
| ------- | ---- | -- | -- | --- | ---- | ---- | ----- | --- | --- | --- | --- | --- |
| 2008–09 | 老鹰 | 3  | 0  | 2.7 | .000 | .000 | .000  | .7  | .0  | .3  | .0  | .0  |
| 2009–10 | 老鹰 | 3  | 0  | 3.3 | .500 | .000 | 1.000 | .7  | .0  | .0  | .0  | 1.0 |
| 生涯    |      | 6  | 0  | 3.0 | .333 | .000 | 1.000 | .7  | .0  | .2  | .0  | .5  |